# 公文公
公文公（1914年3月26日—1995年7月25日）是日本高级中学的数学教师、数学研究学者。出生于日本高知县，大阪大学数学系毕业。
他于1958年创立了补习班公文式。